# Angélica Kvieczynski
Angélica Cristine Kvieczynski  (Toledo, 1 de setembro de 1991) é uma ex-ginasta brasileira, que competiu em provas de ginástica rítmica. Participou de provas individuais, tendo acumulado medalhas em Jogos Pan-Americanos.
Durante sua carreira, foi considerada a principal ginasta rítmica brasileira. Fez um 33º lugar no individual geral durante o Campeonato Mundial de 2013, a melhor colocação de uma brasileira nessa competição. A marca só seria superada em 2019.
Venceu por quatro vezes o Prêmio Brasil Olímpico de melhor ginasta rítmica.

## Biografia
De ascendência polonesa, Angélica iniciou na ginástica rítmica ao assistir a alguns treinos durante a infância, aos nove anos. Já em 2007, chegou à seleção brasileira feminina.
Teve sua primeira grande aparição nos Jogos Pan-Americanos de 2007, no Rio de Janeiro, sendo a sua segunda competição dentro da seleção brasileira. Largou em quarto na fase classificatória, mas terminou fora do pódio no individual geral. Sua melhor posição foi um sexto lugar no arco. Já no Campeonato Mundial, na Grécia, obteve uma 47ª posição nas maças.
Esteve presente nos Jogos Sul-Americanos de 2010, na Colômbia. Ganhou seis medalhas de ouro, incluindo o individual geral. No Mundial do mesmo ano, ajudou a seleção individual a chegar em 22º lugar. Foi a vencedora o Prêmio Brasil Olímpico de 2010 na categoria ginástica rítmica.
Participou dos Jogos Pan-Americanos de 2011 em Guadalajara, nos quais conquistou quatro medalhas, sendo três delas de bronze e uma de prata. Fechou o ano como melhor ginasta rítmica no Prêmio Brasil Olímpico.
Disputou o Campeonato Mundial de 2013, em Kiev, atingindo a 33ª posição no individual geral, a melhor posição do Brasil na história dessa competição. O feito só seria superado em 2019, por Bárbara Domingos, que ficou em 31º. Angélica voltou a vencer o Prêmio Brasil Olímpico na categoria ginástica rítmica.
Nos Jogos Sul-Americanos de 2014, no Chile, conquistou o ouro no individual geral. Venceu ainda nas fitas e no arco, além de ter conquistado uma prata na bola.
Ficou fora das categorias maças e fitas do Mundial de 2014 da Turquia devido a um erro de inscrição da Confederação Brasileira de Ginástica (CBG). Entretanto, competiu apenas no arco e na bola, ficando com a 35ª e a 38ª colocações. Apesar disso, garantiu mais um Prêmio Brasil Olímpico em sua categoria.
Em 2015 ficou na 23ª posição do individual geral, com 60,667, no Grand Prix de Thiais, na França. Nos Jogos Pan-Americanos de 2015, em Toronto, faturou medalhas de bronze na fita e no arco.
O Campeonato Mundial de 2015, em Stuttgart, era a chance para garantir a presença para os Jogos Olímpicos de Verão de 2016, no Rio de Janeiro, já que o Brasil tinha direito a uma vaga por ser o país-sede. Angélica foi a 51ª melhor colocada, mas acabou perdendo a vaga para Natália Gaudio, que foi a 48ª.
Angélica foi hexacampeã brasileira e tetracampeã do Troféu Brasil (2007, 2008, 2010, 2013).
Em 2018, aposentou-se como esportista e assumiu o cargo de técnica da equipe Clube Campineiro de Regatas e Natação.

### Pós-carreira
Em 2019, escreveu um relato ao portal UOL onde revelou que teve problemas de transtorno alimentar. Angélica afirmou que era obrigada a se pesar por quatro vezes ao dia e que era humilhada pelos técnicos se estivesse um pouco acima do peso. Em sua rotina de atleta, tomava laxante e bebia pouca água para ficar com menos peso. Angélica afirmou que preferiu deixar a ginástica competitiva mesmo podendo participar de mais um ciclo olímpico.
Voltou a falar sobre o assunto em 2020, em entrevista ao programa Esporte Espetacular, da Globo, onde falou sobre o transtorno alimentar sofrido por causa da pressão em manter o peso. Angélica revelou que chegou a tomar doze comprimidos de laxante por dia, que sentia cólicas e acabava desmaiando. Após a exibição da reportagem, fez um longo texto nas redes sociais, onde diz que foi chamada de "louca", "sensacionalista" e "mentirosa" por causa do seu relato.

## Vida pessoal
É casada com o jogador de badminton Daniel Paiola. O casal se conheceu em 2012, durante as Olimpíadas Escolares, onde atuaram como embaixadores. Em 2020, os dois oficializaram o casamento.

## Séries
| Aparelho      | Ano       | Título                                 | Autor                        |
| ------------- | --------- | -------------------------------------- | ---------------------------- |
| Bola          | 2009      | Pink Panther                           | \| Henry Mancini \|          |
| Bola          | 2010/2011 | Prison Break                           | Ramin Djawadi                |
| Bola          | 2013      | Bohemian Rhapsody                      | Royal Philharmonic Orchestra |
| Bola          | 2013      | Celem, Celem                           | Yildiz Ibrahimova            |
| Bola          | 2014      | Total eclipse of the heart             | Bonnie Tyler                 |
| Bola          | 2015      | Creditos. La identidad inaccesible     | Alberto Iglesias             |
|               |           |                                        |                              |
| Maças         | 2006      | Bamboo                                 | Cirque du Soleil             |
| Maças         | 2007      | Maxixe                                 |                              |
| Maças         | 2008      | Zorba the Greek                        | Club Remix                   |
| Maças         | 2011/2012 | Samba Vocalizado                       | Luciano Perrone              |
| Maças         | 2013      | Magdalenha                             | Leandro Lehart               |
| Maças         | 2015      | A Brasileira                           | Grupo Tradição               |
| Maças         | 2017      | Shredder                               | Really Slow Motion           |
|               |           |                                        |                              |
| Arco          | 2007      | Toledo                                 | Corciolli                    |
| Arco          | 2008      | Everything I do (Instrumental Version) | Brain Adams                  |
| Arco          | 2009/2010 | Spring blossom (sakura)                | André Rieu                   |
| Arco          | 2011/2012 | My way                                 | André Rieu                   |
| Arco          | 2013      | November Rain                          | David Garret                 |
| Arco          | 2013      | If You Go Away                         | Paul Mauriat                 |
| Arco          | 2015      | La vie en rose                         | Roland Cedermark             |
| Arco          | 2015      | The Winner Takes It All                | André Rieu                   |
|               |           |                                        |                              |
| Fita          | 2008      | Cafe Europa Live in Japan              | Deep Forest                  |
| Fita          | 2010/2011 | Granada                                | André Rieu                   |
| Fita          | 2013      | Minnie The Moocher                     | Big bad Voodo Dad            |
| Fita          | 2015      | Welcome To Burlesque                   | Cher                         |
| Fita          | 2016      | Back In Black (Instrumental Version)   | AC/DC                        |
|               |           |                                        |                              |
| Corda         | 2007      | Swords Crossed remix                   | Klaus Badelt                 |
| Corda         | 2009      | Tico tico no fuba                      | Ray Conniff                  |
| Corda         | 2010      | Milonga Para as Missões                |                              |
| Henry Mancini |           |                                        |                              |